# Melika Foroutan

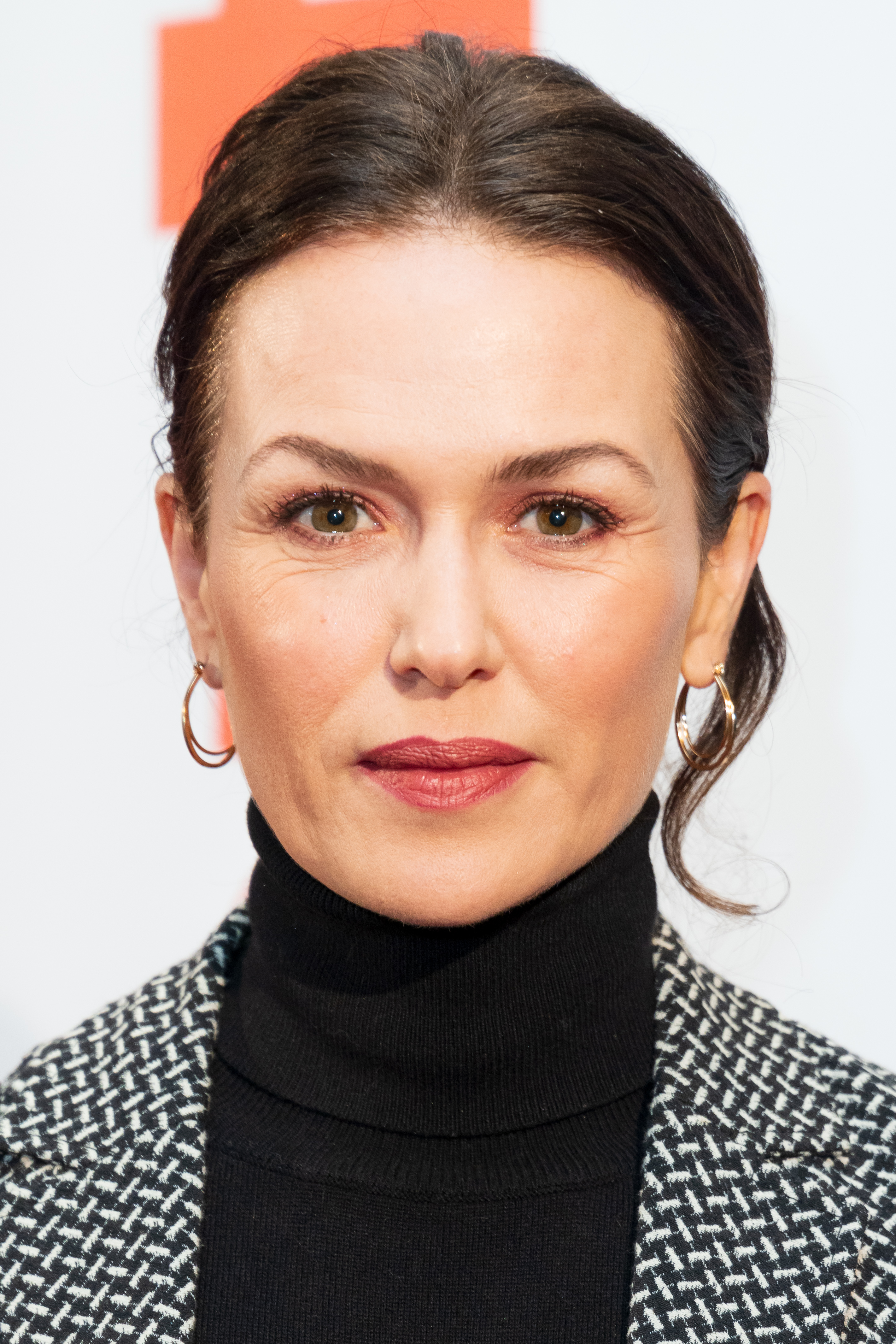
Melika Foroutan, 2023

Melika Foroutan (persisch ملیکا فروتن; * 1976 in Teheran, Iran) ist eine deutsch-iranische Schauspielerin und Hörspielsprecherin. Ihren Durchbruch hatte sie 2007 als Kriminalkommissarin Sylvia Henke in der ZDF-Krimiserie KDD – Kriminaldauerdienst. Seit 2000 trat sie in über 60 Film- und Fernsehproduktionen vor die Kamera.

## Leben und Ausbildung
Melika Foroutan wurde 1976 als jüngstes von drei Kindern einer Deutschen und eines Iraners in Teheran geboren. Ihre fünf Jahre ältere Schwester ist die Politik- und Sozialwissenschaftlerin Naika Foroutan. Sie wuchs zunächst im Iran auf, wo ihr Vater als Fußballtrainer und die Mutter bei Daimler-Benz arbeitete. Ihr Vater hatte Filmregie in Paris studiert, wo er die Mutter kennenlernte, die dort als Au-pair-Mädchen arbeitete. Nach der iranischen Revolution und der Machtübernahme durch Ajatollah Chomeini floh die Familie Foroutan nach Deutschland und ließ sich in Boppard am Rhein nieder, woher ihre Mutter stammte.
Nach dem Abitur studierte sie von 1995 bis 1998 Philosophie, Englisch und Geschichte an der Universität zu Köln und absolvierte von 1999 bis 2003 eine Schauspielausbildung an der Universität der Künste Berlin.
Melika Foroutan ist verheiratet und hat zwei Kinder.

## Karriere
Noch während ihrer Schauspielausbildung gab Foroutan 2000 in der ZDF-Gerichtsshow Streit um drei ihr Debüt vor der Kamera. 2001 übernahm sie als Julia in dem Kurzfilm Für dich mein Herz ihre erste Hauptrolle. Daneben war sie in der Spielzeit 2003/04 am Schauspielhaus Leipzig fest engagiert. Seit 2004 wirkt sie verstärkt in Film und Fernsehen. 2006 übernahm Foroutan in der zehnteiligen ZDF-Serie Alles über Anna an der Seite von Valerie Niehaus als Melanie Berger eine der festen Serienhauptrollen und gastierte als Serbin Mileta Fürst in der Krimireihe Ein starkes Team in der Folge Dunkle Schatten. Der Durchbruch folgte 2007 durch ihre Rolle der Kriminalkommissarin Sylvia Henke in der ZDF-Krimiserie KDD – Kriminaldauerdienst. 2008 spielte sie neben Mišel Matičević die Hauptrolle in der Verfilmung von Frank Schätzings Roman Die dunkle Seite und war in Wim Wenders’ Palermo Shooting auf der Kinoleinwand zu sehen.

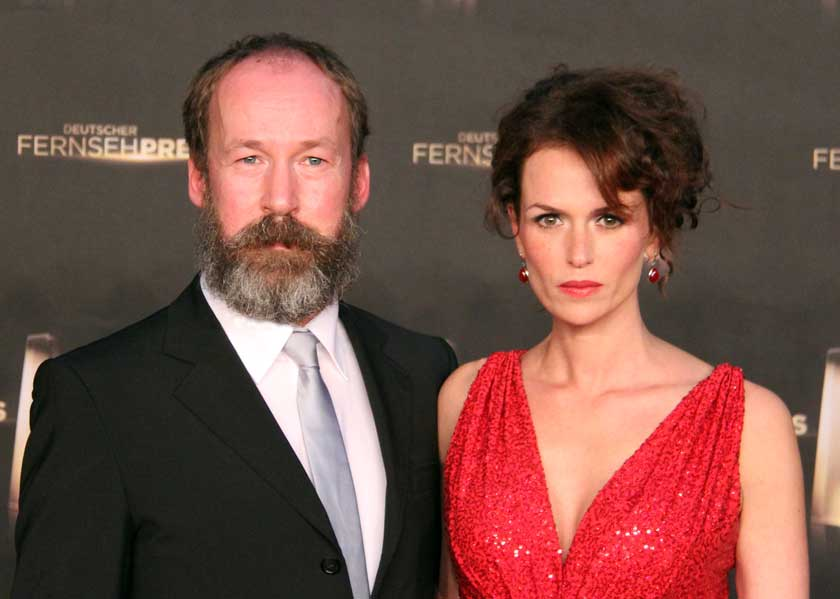
Melika Foroutan (2012) mit Ulrich Noethen

In dem Fernseh-Zweiteiler Der Mann mit dem Fagott, der die Geschichte dreier Generationen der Familie von Udo Jürgens erzählt, spielte sie 2011 die Gattin von Jürgens’ Großvater Heinrich Bockelmann. Im selben Jahr wurde sie von Regisseurin Petra Katharina Wagner in dem Fernseh-Drama Der Duft von Holunder als erfolgreiche Restaurantkritikerin Sofie Möller besetzt. 2013 spielte sie unter Sibylle Tafel die Hauptrolle der Tanzlehrerin Susanne in der Tragikomödie Flaschenpost an meinen Mann und gab neben Iris Berben die Polizistin Ines Meder in Christiane Balthasars Fernsehkrimi Die Kronzeugin – Mord in den Bergen. 2014 übernahm sie die Rolle der vereinsamten Köchin und Restaurantbesitzerin Aurélie Bredin in Gregor Schnitzlers Das Lächeln der Frauen.
2015 erhielt sie für ihre schauspielerische Leistung in Begierde – Mord im Zeichen des Zen den Hessischen Fernsehpreis für ihre Rolle der Kommissarin Louise Bonì, die sie 2016 nochmals in dem Fernsehfilm Jäger in der Nacht darstellte. Der Kinofilm Pari, in dem Foroutan die Titelrolle spielt, feierte 2020 seine Premiere auf der Berlinale. Beim 2022 veröffentlichten Episodenfilm Wunderschön spielte sie unter der Regie von Karoline Herfurth.
In Film und Fernsehen übernimmt Foroutan regelmäßig Gastrollen in zahlreichen Fernsehserien- und reihen, u. a. Blond: Eva Blond!, Ein starkes Team, Nachtschicht, Kommissar Stolberg, Wilsberg und Stralsund.
Ab 2025 wird Melika Foroutan zusammen mit Edin Hasanović nach dem Aus von Margarita Broich und Wolfram Koch als neues Frankfurter Ermittlerduo der Fernsehreihe Tatort zu sehen sein.

## Filmografie

### Kino
- 2000: Für dich mein Herz (Kurzfilm)
- 2006: Vogel im Käfig (Kurzfilm)
- 2007: Bittersüsses Nichts (Kurzfilm)
- 2007: Drei Reisende (Kurzfilm)
- 2008: Palermo Shooting
- 2009: 66/67 – Fairplay war gestern
- 2011: Vorstadtkrokodile 3
- 2018: Fünf Freunde und das Tal der Dinosaurier
- 2020: Pari
- 2021: Mediterráneo
- 2022: Wunderschön
- 2022: Old People
- 2025: Ein Mädchen namens Willow

### Fernsehfilme
- 2004: Das Zimmermädchen und der Millionär
- 2006: Krieg der Frauen
- 2006: Wut
- 2008: Die dunkle Seite
- 2011: Von Mäusen und Lügen
- 2011: Der Duft von Holunder
- 2011: Der Mann mit dem Fagott (Zweiteiler)
- 2011: Es ist nicht vorbei
- 2011: Und dennoch lieben wir
- 2012: Das Ende einer Nacht
- 2012: Schief gewickelt
- 2013: Die Kronzeugin – Mord in den Bergen
- 2013: Flaschenpost an meinen Mann
- 2013: Unter Feinden
- 2014: Das Attentat – Sarajevo 1914
- 2014: Das Lächeln der Frauen
- 2014: Die Mamba
- 2014: Konrad & Katharina
- 2015: Begierde – Mord im Zeichen des Zen
- 2016: Begierde – Jäger in der Nacht
- 2017: Reich oder tot
- 2021: Alles auf Rot
- 2021: Schlaflos in Portugal

### Fernsehserien- und reihen
- 2000: Streit um drei (Folge 1.230)
- 2004: SK Kölsch (Folge Von Bullen und Butlern)
- 2004: Blond: Eva Blond! – Der Zwerg im Schließfach
- 2005–2007: Der Fürst und das Mädchen (9 Folgen)
- 2006: Ein starkes Team: Dunkle Schatten
- 2006: Alles über Anna (10 Folgen)
- 2006: Die Sitte (Folge Die Unwiderstehliche)
- 2007–2010: KDD – Kriminaldauerdienst (28 Folgen)
- 2008: Nachtschicht – Ich habe Angst
- 2008: Lutter: Toter Bruder
- 2009: Der Kapitän (Folge Piraten)
- 2009: Der Kapitän (Folge Packeis)
- 2009: Flemming (Folge Der Tag ohne gestern)
- 2010: Kommissar Stolberg (Folge Familienbande)
- 2010: Wilsberg: Gefahr im Verzug
- 2010: Stralsund: Außer Kontrolle
- 2011: Doctor’s Diary (Folge Endlich! Ein Kind von Marc!)
- 2011: Ein starkes Team: Tödliches Schweigen
- 2011: Unter Verdacht: Persönliche Sicherheiten
- 2012: Die Chefin (Folge Verstrickung)
- 2012: Der Kriminalist (Folge Ohnmacht)
- 2013: Weissensee (Folge Der verlorene Sohn)
- 2015: Paare (Folge Fall 4)
- 2019: Wiener Blut
- 2021: Tribes of Europa (6 Folgen)
- 2021: Im Netz der Camorra (2 Folgen)
- 2022–2024: Die Kaiserin (12 Folgen)
- 2023: Schlafende Hunde (6 Folgen)
- 2025: Wiener Blut – Berggericht

## Hörspiele
- 2014: Oliver Bukowski: Snaps – Regie: Alexander Schuhmacher (Hörspiel – DKultur)
- 2018: Joris-Karl Huysmans: Zutiefst da drüben – Regie: Michael Farin (Hörspiel – BR)

## Auszeichnungen
- 2015: Hessischer Fernsehpreis für ihre Rolle als Kommissarin Louise Bonì in Begierde – Mord im Zeichen des Zen